# Tripyloides amazonicus
Tripyloides amazonicus är en rundmaskart som först beskrevs av Gerlach 1952.  Tripyloides amazonicus ingår i släktet Tripyloides och familjen Tripyloididae. Inga underarter finns listade i Catalogue of Life.